# Hans Liesche
Hans Liesche (né le 11 octobre 1891 à Hambourg et décédé le 30 mars 1979 à Berlin) est un athlète allemand spécialiste du saut en hauteur. Affilié à l'ETV - Hambourg, il mesurait 1,88 m pour 67 kg.

## Biographie

### Palmarès
| Date | Compétition           | Lieu      | Résultat | Performance |
| ---- | --------------------- | --------- | -------- | ----------- |
| 1912 | Jeux olympiques d'été | Stockholm | 2e       | 1,91 m      |

### Records
| Épreuve         | Performance | Lieu      | Date |
| --------------- | ----------- | --------- | ---- |
| Saut en hauteur | 1,91 m      | Stockholm | 1912 |